# Gillian Keegan
Pour les articles homonymes, voir Keegan.
Gillian Keegan, née le 13 mars 1968 à Knowsley, est une femme politique britannique, députée conservateur de Chichester de 2017 à 2024. 
De 2022 à 2024, elle est secrétaire d’État à l’Éducation.

## Jeunesse et études
Gillian Keegan grandit à Knowsley, dans le Merseyside et fait ses études à l'école secondaire St Augustine of Canterbury (renommée St Thomas Beckett) à Huyton. Elle est titulaire d'un baccalauréat en études commerciales de l'université de Liverpool John Moores et d'une maîtrise en sciences en stratégie et leadership (bourse Sloan) de la London Business School en 2011.

## Carrière professionnelle
Keegan commence sa carrière à l'âge de 16 ans en tant qu'apprentie dans une usine automobile à Kirkby puis poursuit une carrière dans les affaires au sein de Delco Electronics (appartenant à General Motors), de NatWest Bank (acheteur principal), de MasterCard (directrice commerciale), Amadeus IT Group (vice-président groupe du groupe de clientèle multinationale basé à Madrid) et Travelport (directeur du marketing) pendant 27 ans.

## Carrière politique
Keegan déclare que ce sont ses expériences du syndicalisme et le conseil municipal de Liverpool contrôlé par les Militant tendency alors qu'elle travaille à Kirkby qui l'ont convaincue de soutenir le Parti conservateur. Cependant, elle n'est devenue active en politique qu'en 2014. En 2015, elle est soutenue par Justine Greening, qu'elle a rencontré par hasard lors d'une réunion de la London Business School (LBS). Elle se présente sans succès dans la circonscription de St Helens South et Whiston aux élections générales de 2015. En 2015, elle devient directrice de Women2Win  —  une organisation fondée en 2005 par Theresa May et la baronne Anne Jenkin pour aider à faire élire davantage de femmes députées conservatrices au Parlement . Elle a quitté ce poste en septembre 2017.
Elle est élue conseillère du quartier de Rogate au conseil du district de Chichester en 2014. Elle est nommée membre du cabinet pour les services commerciaux en mai 2015. Elle démissionne en tant que conseillère en février 2018 et lors des élections qui suivent en avril 2018, le siège est repris par la candidate libérale démocrate Kate O'Kelly?
Elle est choisie comme candidate parlementaire conservateur dans la circonscription de Chichester en mai 2017 et est élue à la Chambre des communes lors des élections générales du 8 juin 2017. En septembre 2017, elle est nommée membre du comité des comptes publics. Gillian Keegan est nommée PPS au Trésor britannique en septembre 2018.
Elle devient Sous-secrétaire d'État parlementaire à l'Apprentissage et aux Compétences du 14 février 2020 au 16 septembre 2021, Ministre d'État aux Soins et à la Santé mentale du 16 septembre 2021 au 7 septembre 2022, Sous-secrétaire d'État parlementaire à l'Afrique du 8 septembre au 25 octobre 2022 dans le gouvernement Truss puis Secrétaire d'État britannique à l'Éducation depuis le 25 octobre 2022 dans le gouvernement Sunak. 

## Vie privée
Keegan, qui possède plusieurs propriétés et des résidences en France et en Espagne vit à Petworth avec son mari, Michael, PDG de Fujitsu UK et Ireland,. Son beau-père, Denis Keegan, est un ancien député conservateur de Nottingham South.
Keegan est la marraine de deux des enfants de John Bercow.